# Gare de Semsales
La gare de Semsales est une gare ferroviaire situé sur le territoire de la commune suisse de Semsales, dans le canton de Fribourg.

## Situation ferroviaire
Établie à 858,10 mètres d'altitude, la gare de Lessoc est située au point kilométrique 6,16 de la section de Châtel-Saint-Denis à Montbovon de la ligne Palézieux-Bulle-Montbovon.
Elle est dotée de deux voies, formant un point de croisement, dont celle du côté du bâtiment voyageurs est bordée par un quai latéral.

## Histoire
La gare a été mise en service en même temps que l'ouverture par les chemins de fer électriques de la Gruyère du tronçon de Châtel-Saint-Denis – Vuadens de la ligne Palézieux-Bulle-Montbovon le 23 juillet 1903.

## Service des voyageurs

### Accueil
La gare de Semsales est dotée d'un petit bâtiment voyageurs dans lequel se situe distributeurs automatiques de titres de transport. La gare n'est pas accessible aux personnes à mobilité réduite.

### Desserte
La gare de Semsales est desservie par la ligne S50 reliant Palézieux à Montbovon toutes les heures. Une seconde liaison circulant toutes les heures, baptisée S51, relie du lundi au vendredi Palézieux à Gruyères et permet d'assurer une cadence semi-horaire avec la ligne S50 sur ce même tronçon. L'arrêt s'effectue sur demande.

### Intermodalité
La gare de Semsales est desservie par la ligne de bus de nuit N23 reliant Bulle à Palézieux.

## Projet
En vue de l'amélioration du temps de trajet, il a été décidé d'inscrire au plan de financement ferroviaire 2021-2024 le déplacement de la gare de Semsales à environ 200 mètres plus au nord, en-dehors du village homonyme, à proximité de l'autoroute A12, ce qui permettra de corriger le tracé de la ligne pour la rendre plus rectiligne afin d'augmenter la vitesse limite de l'infrastructure. Cette nouvelle gare devrait également être accessible aux personnes à mobilité réduite,.